# Poker Night 2
Poker Night 2 — покерная видеоигра, разработанная американской компанией Telltale Games. Это продолжение Poker Night at the Inventory, и, как и его предшественник, включает в себя персонажей из разных франшиз. Игра была выпущена для Steam, PlayStation Network и Xbox Live Arcade в апреле 2013 года, а версия для iOS была выпущена в следующем месяце. Из-за истечения срока действия лицензии игра была снята с продажи в сентябре 2018 года.

## Игровой процесс
Как и в оригинальной игре, Poker Night 2 представляет собой компьютерный покерный симулятор между невидимым участником (игроком) и четырьмя персонажами. Каждый игрок начинает с одинакового количества виртуальных денег и соревнуется в стандартных правилах покера, пытаясь уничтожить всех других игроков, исчерпав их деньги. В дополнение к стилю игры в Техасский холдем в Poker Night 2 также входит Омаха холдем.
Четыре дополнительных персонажа в дополнение к игроку — Сэм из франшизы Sam & Max (озвученный Дэвидом Новлином), которому помогает Макс (озвучивает Дэвид Боут), Брок Самсон из Братья Вентура (озвучивает Патрик Уорбертон), Эш Уильямс из франшизы Зловещие мертвецы (озвученный Дэнни Уэббером) и Клэптрап из серии Borderlands (озвученный Дэвидом Эддингсом). GLaDOS (озвученная Эллен Маклейн) из серии Portal играет вспомогательную роль в качестве дилера. Во время раздачи эти персонажи обеспечивают юмористическую болтовню между собой и по отношению к игроку. Реджинальд Ван Уинслоу (озвученный Роджером Л. Джексоном) из Tales of Monkey Island повторяет свою роль хозяина. Дополнительные краткие камеи включают Steve the Bandit и Mad Moxxi из Borderlands, Doug и Save-Lot Bandit из The Walking Dead, а также официанта из Gravity Bone.
В игре представлены игровые карты, чипы и столы, которые можно разблокировать, а также «Bounty Unlocks» для достижения определенных целей, которые разблокируют контент Borderlands 2, и, в зависимости от платформы, элементы Team Fortress 2 в Steam, элементы для аватара Xbox Live, или темы для PlayStation 3. Одновременное использование фишек, карточек и столов на одну и ту же тему меняет дизайн инвентаря, открывая новые возможности для разговоров. Игроки также могут покупать напитки для других персонажей, чтобы легче разоблачать их.

## Разработка
Первая Poker Night была разработана Telltale во время затишья в их графике релизов и оказалась успешной; Стив Эллисон, вице-президент издательства в Telltale, полагал, что именно отношения между Telltale и Valve способствовали успеху игры, заманивая игроков с помощью элементов Team Fortress 2 делать хорошие результаты в игре. По мере завершения The Walking Dead Telltale оказались в очередном затишье и вернулся к концепции Poker Night, чтобы восполнить пробел.
Выбор персонажей был более непосредственным, чем в первой игре, так как Telltale хотела привлечь персонажей из фильмов и телевидения. У Эллисона были хорошие отношения с MGM Studios, которые стремились предлагать персонажей и позволили включить персонажа Эша из Зловещих Мертвецов, что также было приурочено к выходу ремейка 2013 года. Точно так же Эллисон заявил, что «Cartoon Network с готовностью согласилась включить Брока из Братьев Вентура, одного из первых кандидатов команды Telltale. Создатели Borderlands Gearbox Software высоко оценили первую игру и позволили использовать персонажа Клэптрап. Последнее место за столом должно было остаться открытым для персонажа из игры Telltale, что в итоге привело к Сэму. Они подумали об использовании Марти или Дока Брауна из игры Назад в будущее», но поняли, что они не подойдут в игре со зрелым разговорным контентом. Точно так же персонажи из серии «Ходячие мертвецы» не будут соответствовать тематике покера, так как это вызовет у людей слишком эмоциональное отношение к игре. Чтобы сделать игру более представительной, им нужно было найти дилера за столом, и GLaDOS считалась очевидным выбором.

### Маркетинг
В 2013 году компания Telltale создала веб-сайт под названием The Key Party для продвижения игры. Новая цепочка для ключей, связанная с игровыми персонажами, открывалась каждый рабочий день с 25 марта по 1 апреля, когда игра была официально представлена.

## Приём
| Сводный рейтинг    | Сводный рейтинг                                                                                   |
| Агрегатор          | Оценка                                                                                            |
| ------------------ | ------------------------------------------------------------------------------------------------- |
| GameRankings       | 69,35 %                                                                                           |
| Metacritic         | 75/100 (PC, 8 обзоров 63/100 (PS3, 4 обзора) 69/100 (Xbox 360, 20 обзора) 80/100 (iOS, 7 обзоров) |
| Иноязычные издания |                                                                                                   |
| Издание            | Оценка                                                                                            |
| IGN                | 7,5/10                                                                                            |

Игра получила преимущественно положительные отзывы на платформах PC и iOS, а также смешанные отзывы на платформах Xbox 360 и PS3. Агрегатор отзывов Metacritic дал версии для ПК 75/100, версии для PlayStation 3 63/100, версии для Xbox 360 69/100, и 80/100 версии для iOS.
Энтони Галлегос из IGN дал игре 7,5 из 10.
Летом 2018 года, благодаря уязвимости в защите Steam Web API, стало известно, что точное количество пользователей сервиса Steam, которые играли в игру хотя бы один раз, составляет 671 540 человек.